# Meganyctiphanes norvegica
Espèce
Meganyctiphanes norvegica ou krill atlantique est une espèce de crustacés de la famille des Euphausiidae.

## Caractéristiques
Elle fait partie du zooplancton et joue un rôle important dans le réseau trophique : elle est notamment la principale source de nourriture de nombreuses baleines, et presque la seule pour le rorqual commun de Méditerranée. 
Ces minuscules crustacés se nourrissent en grande partie de phytoplancton, des micro-algues souvent unicellulaires qui prolifèrent dans les eaux riches en nutriments. 

## Habitat et répartition
On retrouve cette espèce de krill dans tout l'Atlantique, notamment dans les eaux froides et riches en nutriment de l'Atlantique nord, ainsi qu'en Méditerranée . 
Cette espèce est lucifuge. Elle effectue biquotidiennement des mouvements verticaux dans la colonne d'eau avec une vitesse pouvant atteindre 7 cm par seconde. Ce mouvement s'est montré influençable par une éclipse lunaire, ce qui laisse penser que cet animal distingue bien la lumière de la Lune. 